# Vũ Văn Uyên
Vũ Văn Uyên (chữ Hán: 武文淵; † in den 1550er-Jahren), tituliert Khánh Dương Hầu (慶陽侯), war ein vietnamesischer Lokalherrscher in den nördlichen Bergprovinzen Tuyên Quang, Yên Bái und Lào Cai. Als Parteigänger der Lê-Dynastie ging er gegen die Mạc-Usurpation vor. Er begründete die Linie der Bầu-Fürsten (Chúa Bầu), die über eineinhalb Jahrhunderte lang die Provinz Tuyên Quang beherrschten.

## Leben
Vũ Văn Uyên und sein Bruder Vũ Văn Mật stammten ursprünglich aus dem Bezirk Gia Lộc in der Provinz Hải Dương. Wegen Totschlags mussten sie fliehen und zogen ins Bergland der Region Đại Đồng (heutige Provinzen Tuyên Quang, Yên Bái und Lào Cai). Die dortige Bevölkerung wurde von einem lokalen Machthaber brutal ausgebeutet. Die beiden Brüder sammelten daher Männer um sich, griffen den Machthaber an und töteten ihn und übernahmen so die Herrschaft. Vietnam wurde zu dieser Zeit von Rebellionen erschüttert und stand am Rande eines Bürgerkrieges, weshalb dem schwachen Kaiser Lê Chiêu Tông (reg. 1516–1522) nichts anderes übrig blieb, als den Status quo zu formalisieren und somit Vũ Văn Uyên als neuen Herrscher der Region zu bestätigen. Dieser wählte das Phố-Ràng-Tal (Bảo Yên, Provinz Lào Cai) als Residenz und ließ dort eine mächtige Festungsanlage namens Nghị Lang errichten.
Im Jahr 1522 floh Kaiser Lê Chiêu Tông aus der Hauptstadt, woraufhin der Militärbefehlshaber Mạc Đăng Dung einen neuen Kaiser namens Lê Cung Hoàng auf den Thron setzte. Im Jahr 1527 ließ er diesen beseitigen und bestieg selbst den Thron, womit die Lê-Dynastie endete und die Mạc-Dynastie begann.
Dieser Schritt wurde insbesondere von den hauptstadtfernen vietnamesischen Familienclans im Südwesten des Landes – der Heimatregion der Lê – als Thronraub angesehen. Auch die im Kaiserreich China regierende Ming-Dynastie, die sich als „Schutzmacht“ Vietnams verstand, betrachtete den neuen Mạc-Monarchen als unrechtmäßigen Usurpator, schließlich waren die Lê-Monarchen formal Vasallen des chinesischen Kaisers. In Vietnam kam es zu mehreren Anti-Mạc-Aufständen, die aber zunächst niedergeschlagen wurden. Im Jahr 1533 proklamierten dann Loyalisten der alten Dynastie unter der Führung von Nguyễn Kim im laotischen Exil einen Lê-Prinzen zum neuen Kaiser Lê Trang Tông.
Zu diesem Zeitpunkt ergriff auch Vũ Văn Uyên, der sich bisher aus dem Konflikt herausgehalten hatte, öffentlich Partei für die Lê. Da sein Herrschaftsgebiet verhältnismäßig nahe an der Hauptstadt lag, stellte er für die Mạc eine direkte Bedrohung dar. Nach einer Reihe von Scharmützeln begannen die Mạc eine größere Offensive gegen Vũ Văn Uyên und seinen Bruder, konnten die beiden aber trotz zahlenmäßiger Überlegenheit nicht aus deren Festung in den Bergen vertreiben.
Im Jahr 1537 bereiteten die Chinesen schließlich eine Invasion gegen die Mạc vor und sammelten massenhaft Truppen entlang der Grenze. Sie nahmen auch Kontakt mit Vũ Văn Uyên auf und forderten ihn auf, in seinem Einflussgebiet Lê-loyale Beamte mit der Rekrutierung von Soldaten zu beauftragen. Vũ Văn Uyêns Truppen sollten als Vorhut für die chinesische Invasion dienen. Anfang 1538 fügten die Vũ-Brüder den Mạc-Kräften eine Reihe von Niederlagen zu, woraufhin Mạc Đăng Dung einen Diplomaten an die chinesische Grenze entsandte, um Verhandlungen aufzunehmen. Bis 1540 kam es zu einer Verständigung zwischen den Mạc und den Chinesen, so dass die drohende Invasion abgewendet wurde. Mạc Đăng Dung musste sich auf erniedrigende Weise unterwerfen und harten Forderungen zustimmen, im Gegenzug wurde aber seine Thronbesteigung von den Chinesen anerkannt, die damit aus dem Konflikt ausschieden.
Der Krieg zwischen den Mạc und den Lê-Anhängern ging allerdings weiter, wobei letztere im Süden zunehmend große Gebietsgewinne machen konnten. Im Norden scheiterten die Mạc erneut mit Angriffen gegen die Festung der Vũ-Brüder. Im Jahr 1551 unternahm der Bruder Vũ Văn Mật einen Vorstoß ins Delta des Roten Flusses; der neue Monarch Mạc Tuyên Tông floh infolgedessen kurzzeitig aus der Hauptstadt. Um 1559 stießen die Lê-Loyalisten unter Trịnh Kiểm – seit dem Tod des Nguyễn Kim der neue Anführer der Allianz – aus dem Süden weit in das von den Mạc kontrollierte Gebiet vor, umgingen die Hauptstadt im Westen und erreichten so erstmals das Herrschaftsgebiet der Vũ-Brüder, wo sie freundschaftlich empfangen wurden.
Kaiser Lê Anh Tông bestätigte daraufhin die Herrschaft der Familie Vũ über die Provinz Tuyên Quang als erblichen Besitz. Vũ Văn Uyên war bereits kurz zuvor kinderlos gestorben, so dass sein Bruder Vũ Văn Mật die Herrschaft übernahm.

## Die Bầu-Fürsten

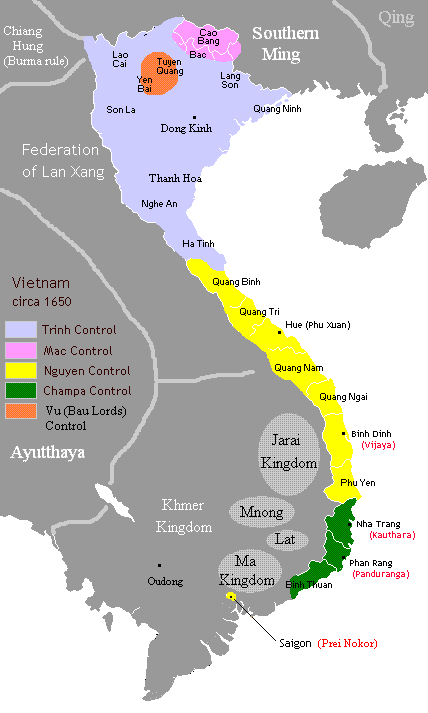
Vietnam um 1650: Der Machtbereich der Bầu-Fürsten in orange.

Der Bruder Vũ Văn Mật (武文密), tituliert Gia Quốc Công (嘉國公), ließ den Herrschaftssitz auf den Bầu-Berg (núi Bầu, benannt nach der Sagenheldin Bà Chúa Bầu) verlegen. Die Anführer der Vũ-Familie wurden nun als Bầu-Fürsten (Chúa Bầu) bekannt, wobei „Chúa“ der gleiche hochrangige Titel war, den auch die Oberhäupter der Trịnh- und Nguyễn-Clans verwendeten.
Die Bầu-Fürsten waren:
- Vũ Văn Mật
- Vũ Công Kỷ
- Vũ Đức Cung
- Vũ Công Đức (Vũ Công Ứng)
- Vũ Công Tuấn

Ende 1592 eroberten die Truppen der Lê-Allianz unter der Führung von Trịnh Tùng die Hauptstadt und töteten Kaiser Mạc Mậu Hợp. Während die überlebenden Mạc nach Cao Bằng flohen und sich dort unter chinesischem Schutz neu organisierten, kehrte Kaiser Lê Thế Tông im folgenden Jahr in die Hauptstadt zurück, womit die Lê-Restauration abgeschlossen war. Der Bầu-Fürst Vũ Đức Cung machte ebenfalls seine Aufwartung. Die Beziehung zur neuen Lê-Regierung verschlechterte sich jedoch radikal, vermutlich weil klar wurde, dass die Trịnh-Fürsten die Kontrolle über das Kaisertum und damit auch den Staat nicht abgeben würden. Im Jahr 1595 rebellierte Vũ Đức Cung gegen die Trịnh, indem er sich selbst zum König (Long Bình vương) erklärte und die Silberbergwerke der Nachbarprovinz Thái Nguyên ausraubte. Die Kampfhandlungen wurden bald eingestellt, doch die Beziehungen blieben feindselig. Die Bầu-Fürsten wandten sich nun zunehmend ihren einstigen Feinden, den Mạc im benachbarten Cao Bằng, zu.
Im Jahr 1669 rebellierte Vũ Công Đức gegen die Trịnh, als diese gerade durch die Vorbereitungen für einen weiteren Feldzug gegen die Nguyễn im Süden gebunden waren. Wie sein Vorgänger erklärte auch er sich zum König. Die Trịnh lösten das Problem, indem sie ihn ermorden ließen. Sein Erbe Vũ Công Tuấn zog sich allerdings ins südliche Yunnan zurück und leistete von dort aus weiter Widerstand. Erst gegen Ende des Jahrhunderts (wohl 1699) wurde er getötet, womit die Linie der Bầu-Fürsten endete.

## Verehrung
Bis heute werden die Brüder Vũ Văn Uyên und Vũ Văn Mật in mehreren Tempeln in ihrem einstigen Herrschaftsgebiet (Tuyên Quang, Yên Bái, Lào Cai) sowie in ihrer Heimatprovinz (Hải Dương) verehrt.
Daneben wird auch Vũ Thị Ngọc Anh angebetet, die (historisch nicht belegte) Tochter des Vũ Văn Mật. Gemäß der lokalen Überlieferung soll sie sich nicht nur als Heerführerin für die Lê-Monarchen verdient gemacht haben, sondern auch bei der Förderung der Landwirtschaft große Erfolge erzielt haben. Sie wird auch – wie die antike Sagenheldin – als Bà Chúa Bầu bezeichnet, was vermuten lässt, dass Teile der einen Sage in die andere eingeflossen sind. Ihr Haupttempel Đại Cại befindet sich im Bezirk Lục Yên der Provinz Yên Bái. Ihr Fest findet dort am 16. Tag des ersten Mondmonats statt.